# Казлас, Роландас
Роландас Казлас (лит. Rolandas Kazlas; род. 11 мая 1969 года, Молетай, Литва) — литовский актёр театра и кино, а также театральный режиссёр. Лауреат Национальной премии Литвы по культуре и искусству (2009).

## Биография
В 1987 году окончил среднюю школу города Молетай. В 1991 году окончил Литовскую академию музыки и театра. С 1993 по 2007 год являлся актёром Государственного молодёжного театра Литвы. В настоящее время[уточнить] актёр и режиссёр Национального драматического театра Литвы. Роландас Казлас - актёр комик. Имеет ряд наград за театральные работы. К примеру, такие, как «Золотой сценический крест», «Фортуна» и другие.
В 2014 году награждён медалью ордена «За заслуги перед Литвой».

## Фильмография
| Год  | Название                                         | Персонаж        |
| ---- | ------------------------------------------------ | --------------- |
| 1989 | Прости нас, Господи!                             | Юке             |
| 1990 | Дети из отеля «Америка»                          | Соферис         |
| 1992 | Джаз                                             | Лукас           |
| 1995 | Я не знаю, кто я                                 | Виталиюс        |
| 1996 | Искушение                                        | Пукас           |
| 2001 | Необычайные приключения Тучкуса и его начальника |                 |
| 2004 | В полном одиночестве                             | Варкала-Жалюкас |
| 2008 | Балкон                                           | папа Эмилии     |